# Neustadt an der Orla
Pour les articles homonymes, voir Neustadt.
Neustadt an der Orla est une ville allemande située en Thuringe dans l'arrondissement de Saale-Orla. Elle est située sur la rivière Orla, affluent de la Saale, à 17 km au nord de Schleiz et à 25 km au sud-ouest de Iéna.

## Jumelages
| Ville | Ville                | Pays | Pays      | Période     |
| ----- | -------------------- | ---- | --------- | ----------- |
|       | Biedenkopf           |      | Allemagne |             |
|       | La Charité-sur-Loire |      | France    |             |
|       | Laupheim             |      | Allemagne |             |
|       | Oostduinkerke        |      | Belgique  | depuis 1999 |
|       | Wépion               |      | Belgique  |             |

## Personnalités
- Johann Ernst Hebenstreit (1703-1757), médecin et naturaliste
- Johannes Walther (1860-1937), géologue
- Edgar Proebster (1879-1942), diplomate et orientaliste
- Robert Döpel (1895-1982), physicien
- Harald Fritzsche (1937-2008), gardien de but, 8 sélections en équipe d'Allemagne de l'Est de football
- Barbara Junge (1943-), réalisatrice de films documentaires ;
- Harald Michel (1949-2017), homme politique ;
- Dietmar Schauerhammer (1955-), double champion olympique de bobsleigh aux Jeux olympiques de 1984